# The Blue Note (Amsterdam)

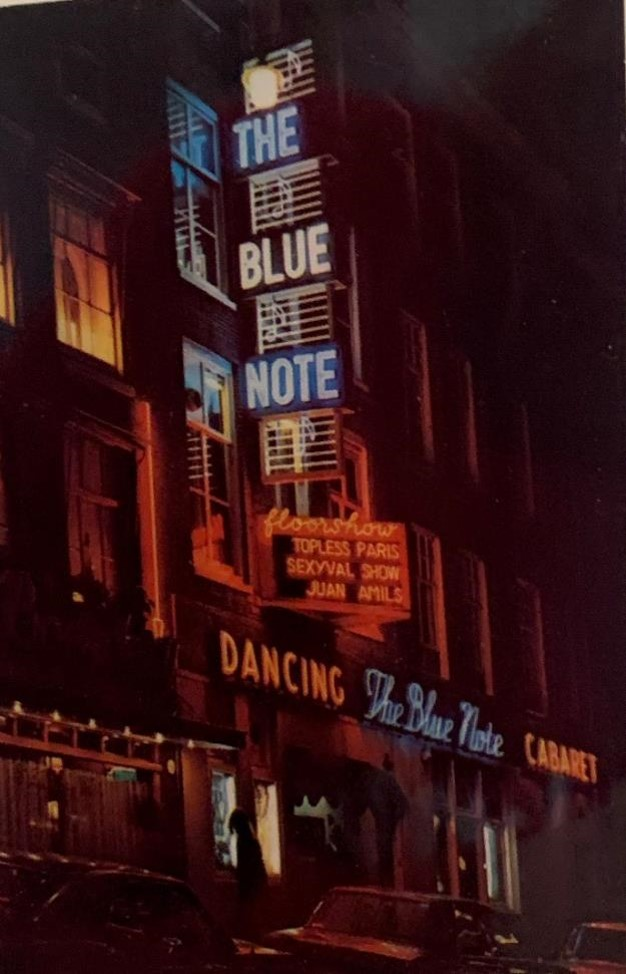
Voorkant van het pand op de Korte Leidsedwarsstraat in Amsterdam.

The Blue Note was een legendarische nachtclub in de jaren 1960/70 gevestigd in de Korte Leidsedwarsstraat in Amsterdam. De gemeente van Amsterdam verleende The Blue Note als enige zaak na de oorlog en vierde zaak in Amsterdam een nachtvergunning tot 4 uur.

## Geschiedenis
Na de overname van club Villa d’Este gelegen aan de Korte Leidse Dwarsstraat 71-73 opende Marius Gerard Jacob (Gé) Kempers op 25 december 1957 de nachtclub. ‘The Blue Note’ was een naam die in verschillende steden van de Verenigde Staten een begrip geworden voor nachtclubs, waar werkelijk goede amusementsmuziek te beluisteren viel. Het doel van Kempers was geen animeermeisjes meer, maar zorgen dat het publiek eerste klas orkesten en nummers te zien en te horen zouden krijgen.
In 1962 bezochten 500 à 1000 bezoekers per dag The Blue Note. Er speelden 2 orkesten van vijf personen en 2 shownummers per dag. Voor het vinden van geschikte artiesten ging Kempers naar het buitenland met zijn vrouw Anne-Marie (Anns) Kempers-Ramaker. Om daar de artiesten zelf te zien en te oordelen. Hij liet zich ook informeren door diverse artiestenbureaus.
Naast de Blue Note werd “The Beat Note" in Zandvoort ook beheerd door Kempers. 
Rond 1970 kwam 70 procent van de bezoekers uit het buitenland en werd de vraag naar topless optredens van artiesten steeds groter waardoor is overgegaan met een Soft-Seks-Formule. Dans en ballet stond op de eerste plaats en dan pas de seks. Door deze formule zat The Blue Note met 300 à 350 plaatsen iedere avond helemaal vol.
Boven de The Blue Note was een privéclub Whisky a Gogo gevestigd, uitsluitend toegankelijk voor leden. In 1967 werd discotheek Club 67 op Korte Leidsedwarsstraat 105-107 en 111 geopend waarvan M.G.J Kempers en J.M. Clemens de oprichters waren. De directeur werd J.M. Clemens.
Op 1 juli 1977 werd The Blue Note verkocht voor 1,5 miljoen gulden aan Bouw- en Handelsmaatschappij Bouwstof B.V. en in 1979 veranderde de naam in B.V. Leidseplein Amusement.

## Archief
Het archief van The Blue Note en Club '67 in het Stadsarchief Amsterdam heeft een lengte van 1,5 meter en bevat onder meer documenten en foto's van het interieur en van de artiesten. Een belangrijk onderdeel van het archief vormen de programmaboekjes.
De artiesten die hierin voorkomen, komen veelal terug in commentaren, correspondentie, gages, contracten en promotiefoto’s.

## Artiesten

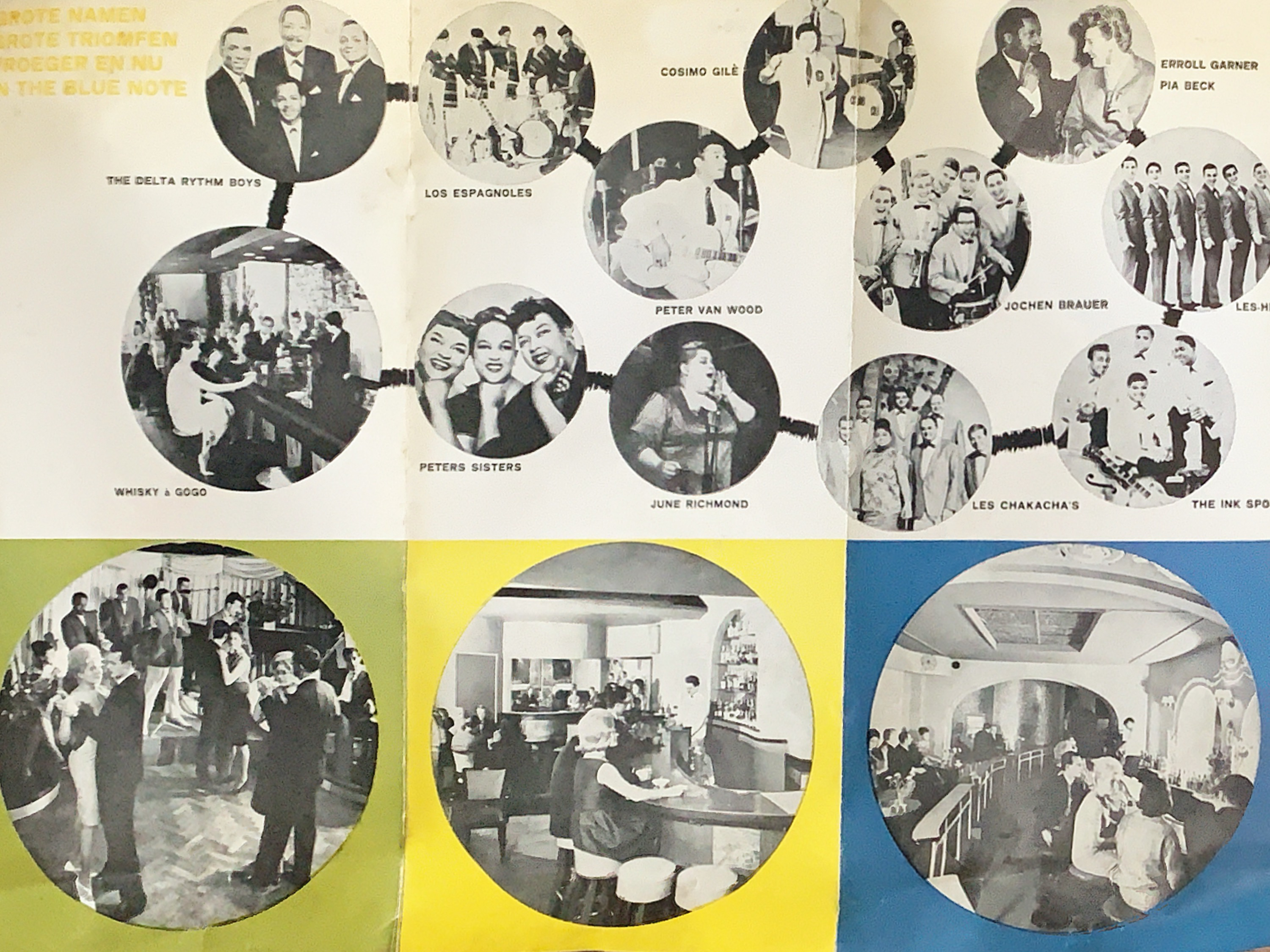
Een programmaboekje van Nachtclub The Blue Note

De programmering van The Blue Note was internationaal georiënteerd. Op het podium waren veel muzikanten te vinden, maar ook dansgroepen, acrobaten, illusionisten en andere variété performers.
Artiesten die hebben opgetreden: The Peter Sisters, Erroll Garner, The Delta Rythm Boys, Nejla Halon, Golden Gate Quartet, Van Wood Quartet, June Richmond, Esther & Abi Ofarim, Hazy Osterwald Sextet, Les Chakachas, Los Espagnoles en Jochen Brauer.

## Beroemde gasten
Niet alleen op het podium waren beroemde mensen te vinden, ook in de zaal. Bekende Nederlanders zoals Rudi Carrell, Rijk de Gooijer, Johnny Kraaijkamp sr., Max Tailleur, Ramses Shaffy, Toon Hermans, Rita Reys, Eli Asser, Wim Sonneveld en Stan Huyens (‘I never feel blue in the Note’) bezochten de legendarische nachtclub. Ook royals als Rainier van Monaco, Prins Orsini van Italië en Albert en Paola van België. En internationale sterren als Harry Belafonte, Andy Williams, Vicky Leandros, Zorro, Kojak (Telly Savalas), Charlton Heston, Bob Hope, Mick Jagger en Nana Mouskouri.
The Blue Note was ook één van de filmlocaties in de Amerikaanse film Modesty Blaise.

## Privé leven oprichters
Gé Kempers (1912 – 1979) is in Duitsland geboren en komt uit een familie van hoteliers. Anns (1918-2011) is de jongste van het gezin Ramaker en haar vader had een lijstenmaker en kunsthandel in Amsterdam, op de Paleisstraat.
Gé Kempers en Anns Ramaker ontmoetten elkaar waarschijnlijk in Amsterdam. Zij trouwen in 1936 en wonen en werken in Den Haag.  Gé is een topkok op internationaal niveau en samen starten ze eerst een broodjeswinkel en daarna openen ze het Jachthuis in Scheveningen. Het Jachthuis wordt later De Vliegende Hollander waar Pia Beck vaak optreedt.